# Evropsko prvenstvo v hokeju na ledu 1929
Evropsko prvenstvo v hokeju na ledu 1929 je bilo dvanajsto Evropsko prvenstvo v hokeju na ledu, ki se je odvijalo med 28. januarjem in 3. februarjem 1929 v Budimpešti. V konkurenci osmih reprezentanc, je zlato medaljo osvojila češkoslovaška reprezentanca, srebrno poljska, bronasto pa avstrijska.

## Dobitniki medalj
| Zlato | Srebro | Bron |
| ČeškoslovaškaJan Peka Jaroslav Řezáč Josef Šroubek Jaroslav Pušbauer Wolfgang Dorasil Bohumil Steigenhöfer Josef Maleček Karel Hromádka Jiří Tožička Wilhelm Heinz Johann Lichnowski Jan Mattern | PoljskaJozef Stogowski Lucjan Kulej Alexander Kowalski Tadeuz Adamowski Jan Hemmerling Wlodzimierz Krygier Waclaw Kuchar Albert Mauer Roman Sabinski Alexander Tupalski. | AvstrijaFritz Lichtschtein Walter Brück Jacques Ditrichstein Hans Ertl Konrad Glatz Walter Klang Ulrich Lederer Josef Maier Alfred Schmucker Walter Sell Hans Tatzer Peregrin Spevak |

## Tekme

### Redni del
Prvouvrščene reprezentance iz vseh treh skupin sta napredovali v drugi krog, drugouvrščene pa v dodatne kvalifikacije za polfinale.

#### Skupina A
| 30. januar 1929 | Poljska | 2:0 | Švica | Budimpešta, Madžarska |

| Poročilo tekme      | Poročilo tekme | Poročilo tekme | Poročilo tekme | Poročilo tekme |
| ------------------- | -------------- | -------------- | -------------- | -------------- |
| Začetek: ni podatka |                |                |                |                |

##### Lestvica
OT-odigrane tekme, z-zmage, n-neodločeni izidi, P-porazi, DG-doseženo goli, PG-prejeti goli, GR-gol razlika, T-točke.
| Reprezentanca | OT         | Z          | N          | P          | DG         | PG         | GR         | T          |
| ------------- | ---------- | ---------- | ---------- | ---------- | ---------- | ---------- | ---------- | ---------- |
| Poljska       | 1          | 1          | 0          | 0          | 2          | 0          | +2         | 2          |
| Švica         | 1          | 0          | 0          | 1          | 0          | 2          | -2         | 0          |
| Finska        | odpovedala | odpovedala | odpovedala | odpovedala | odpovedala | odpovedala | odpovedala | odpovedala |

#### Skupina B
| 28. januar 1929 | Avstrija | 1:0 | Nemčija | Budimpešta, Madžarska |

| Poročilo tekme      | Poročilo tekme | Poročilo tekme | Poročilo tekme | Poročilo tekme |
| ------------------- | -------------- | -------------- | -------------- | -------------- |
| Začetek: ni podatka |                |                |                |                |

| 29. januar 1929 | Češkoslovaška | 2:1 | Nemčija | Budimpešta, Madžarska |

| Poročilo tekme      | Poročilo tekme | Poročilo tekme | Poročilo tekme | Poročilo tekme |
| ------------------- | -------------- | -------------- | -------------- | -------------- |
| Začetek: ni podatka |                |                |                |                |

| 30. januar 1929 | Češkoslovaška | 3:1 | Avstrija | Budimpešta, Madžarska |

| Poročilo tekme      | Poročilo tekme | Poročilo tekme | Poročilo tekme | Poročilo tekme |
| ------------------- | -------------- | -------------- | -------------- | -------------- |
| Začetek: ni podatka |                |                |                |                |

##### Lestvica
OT-odigrane tekme, z-zmage, n-neodločeni izidi, P-porazi, DG-doseženo goli, PG-prejeti goli, GR-gol razlika, T-točke.
| Reprezentanca | OT | Z | N | P | DG | PG | GR | T |
| ------------- | -- | - | - | - | -- | -- | -- | - |
| Češkoslovaška | 2  | 2 | 0 | 0 | 5  | 2  | +3 | 4 |
| Avstrija      | 2  | 1 | 0 | 1 | 2  | 3  | -1 | 2 |
| Nemčija       | 2  | 0 | 0 | 2 | 1  | 3  | -2 | 0 |

#### Skupina C
| 11. februar 1929 | Madžarska | 1:2 | Italija | Budimpešta, Madžarska |

| Poročilo tekme      | Poročilo tekme | Poročilo tekme | Poročilo tekme | Poročilo tekme |
| ------------------- | -------------- | -------------- | -------------- | -------------- |
| Začetek: ni podatka |                |                |                |                |

| 12. februar 1929 | Italija | 1:0 | Belgija | Budimpešta, Madžarska |

| Poročilo tekme      | Poročilo tekme | Poročilo tekme | Poročilo tekme | Poročilo tekme |
| ------------------- | -------------- | -------------- | -------------- | -------------- |
| Začetek: ni podatka |                |                |                |                |

| 13. februar 1929 | Madžarska | 1:1 | Belgija | Budimpešta, Madžarska |

| Poročilo tekme      | Poročilo tekme | Poročilo tekme | Poročilo tekme | Poročilo tekme |
| ------------------- | -------------- | -------------- | -------------- | -------------- |
| Začetek: ni podatka |                |                |                |                |

##### Lestvica
OT-odigrane tekme, z-zmage, n-neodločeni izidi, P-porazi, DG-doseženo goli, PG-prejeti goli, GR-gol razlika, T-točke.
| Reprezentanca       | OT | Z | N | P | DG | PG | GR  | T |
| ------------------- | -- | - | - | - | -- | -- | --- | - |
| Švica               | 2  | 2 | 0 | 0 | 18 | 4  | +14 | 4 |
| Združeno kraljestvo | 2  | 1 | 0 | 1 | 12 | 6  | +6  | 2 |
| Italija             | 2  | 0 | 0 | 2 | 1  | 21 | -20 | 0 |

#### Dodatne kvalifikacije za polfinale
Prvouvrščena reprezentanca se je uvrstila v polfinale.
| 31. januar 1929 | Madžarska | 0:3 | Avstrija | Budimpešta, Madžarska |

| Poročilo tekme      | Poročilo tekme | Poročilo tekme | Poročilo tekme | Poročilo tekme |
| ------------------- | -------------- | -------------- | -------------- | -------------- |
| Začetek: ni podatka |                |                |                |                |

| 1. februar 1929 | Avstrija | 3:1 | Švica | Budimpešta, Madžarska |

| Poročilo tekme      | Poročilo tekme | Poročilo tekme | Poročilo tekme | Poročilo tekme |
| ------------------- | -------------- | -------------- | -------------- | -------------- |
| Začetek: ni podatka |                |                |                |                |

| 1. februar 1929 | Madžarska | 0:1 | Švica | Budimpešta, Madžarska |

| Poročilo tekme      | Poročilo tekme | Poročilo tekme | Poročilo tekme | Poročilo tekme |
| ------------------- | -------------- | -------------- | -------------- | -------------- |
| Začetek: ni podatka |                |                |                |                |

##### Lestvica
OT-odigrane tekme, z-zmage, n-neodločeni izidi, P-porazi, DG-doseženo goli, PG-prejeti goli, GR-gol razlika, T-točke.
| Reprezentanca | OT | Z | N | P | DG | PG | GR | T |
| ------------- | -- | - | - | - | -- | -- | -- | - |
| Avstrija      | 2  | 2 | 0 | 0 | 6  | 1  | +5 | 4 |
| Švica         | 2  | 1 | 0 | 1 | 2  | 3  | -1 | 2 |
| Madžarska     | 2  | 0 | 0 | 2 | 0  | 4  | -4 | 0 |

### Zaključni boji

#### Polfinale
| 1. februar 1929 | Češkoslovaška | 1:0 | Italija | Budimpešta, Madžarska |

| Poročilo tekme      | Poročilo tekme | Poročilo tekme | Poročilo tekme | Poročilo tekme |
| ------------------- | -------------- | -------------- | -------------- | -------------- |
| Začetek: ni podatka |                |                |                |                |

| 2. februar 1929 | Poljska | 3:1 | Avstrija | Budimpešta, Madžarska |

| Poročilo tekme      | Poročilo tekme | Poročilo tekme | Poročilo tekme | Poročilo tekme |
| ------------------- | -------------- | -------------- | -------------- | -------------- |
| Začetek: ni podatka |                |                |                |                |

#### Za tretje mesto
| 3. februar 1929 | Avstrija | 4:2 | Italija | Budimpešta, Madžarska |

| Poročilo tekme      | Poročilo tekme | Poročilo tekme | Poročilo tekme | Poročilo tekme |
| ------------------- | -------------- | -------------- | -------------- | -------------- |
| Začetek: ni podatka |                |                |                |                |

#### Finale
| 3. februar 1929 | Češkoslovaška | 2:1 | Poljska | Budimpešta, Madžarska |

| Poročilo tekme      | Poročilo tekme | Poročilo tekme | Poročilo tekme | Poročilo tekme |
| ------------------- | -------------- | -------------- | -------------- | -------------- |
| Začetek: ni podatka |                |                |                |                |

## Končni vrstni red
1. Češkoslovaška
2. Poljska
3. Avstrija
4. Italija
5. Švica
6. Madžarska
7. Belgija
8. Nemčija

Najboljši strelec
- Ulrich Lederer, 6 golov